# Minutvalsen
Vals i Des-dur, opus 64, nr. 1, populært kendt som Minutvalsen, er et soloværk for klaver af Frédéric Chopin. Den er dedikeret til grevinde Delfina Potocka.

## Historie
Chopin komponerede valsen i 1847 og udgav den på Breitkopf & Härtel i Leipzig samme år; den var den første af de tre valse (Trois Valses) opus 64.
- Frédéric Chopin. Portræt malet af Eugène Delacroix.
- Grevinde Delfina Potocka.

## Tempo
Stykkets tempo er angivet som Molto vivace (meget livligt). Selvom det længe har været kendt under øgenavnet Minutvalsen, som blev givet af Chopins forlægger, var det ikke Chopins hensigt, at det skulle spilles på ét minut; en typisk indspilning varer mellem halvandet og 2½ minut. Valsen fylder 138 takter inklusiv en gentagelse på 15 takter, så hvis den skulle spilles på ét enkelt minut, ville det kræve et tempo på næsten 420 kvartnoder pr. minut. Ifølge Chopin-biografen Camille Bourniquel blev Chopin inspireret til valsen, da han så en lille hund jage sin egen hale; han kaldte valsen Petit chien (fransk: lille hund).